# LVR-Landesmuseum Bonn
Das LVR-LandesMuseum Bonn (vollständige Bezeichnung: LVR-LandesMuseum Bonn, Rheinisches Landesmuseum für Archäologie, Kunst- und Kulturgeschichte) ist eines der ältesten kulturhistorischen Museen Deutschlands. Die Sammlung des LVR-LandesMuseums bildet mit ihren archäologischen, kunst- und kulturhistorischen Objekten 400.000 Jahre Menschheitsgeschichte ab. Der Schwerpunkt liegt auf der kulturellen Geschichte des Rheinlandes, die unter anderem durch archäologische Funde, mittelalterliche Kunstwerke, Werke der Düsseldorfer Malerschule und zeitgenössische Positionen abgebildet wird.
Das LVR-LandesMuseum wird vom LVR (Landschaftsverband Rheinland) getragen und bildet mit dem Max Ernst Museum des LVR in Brühl und den Römerthermen Zülpich. Museum der Badekultur den Museumsverbund im Landschaftsverband Rheinland.

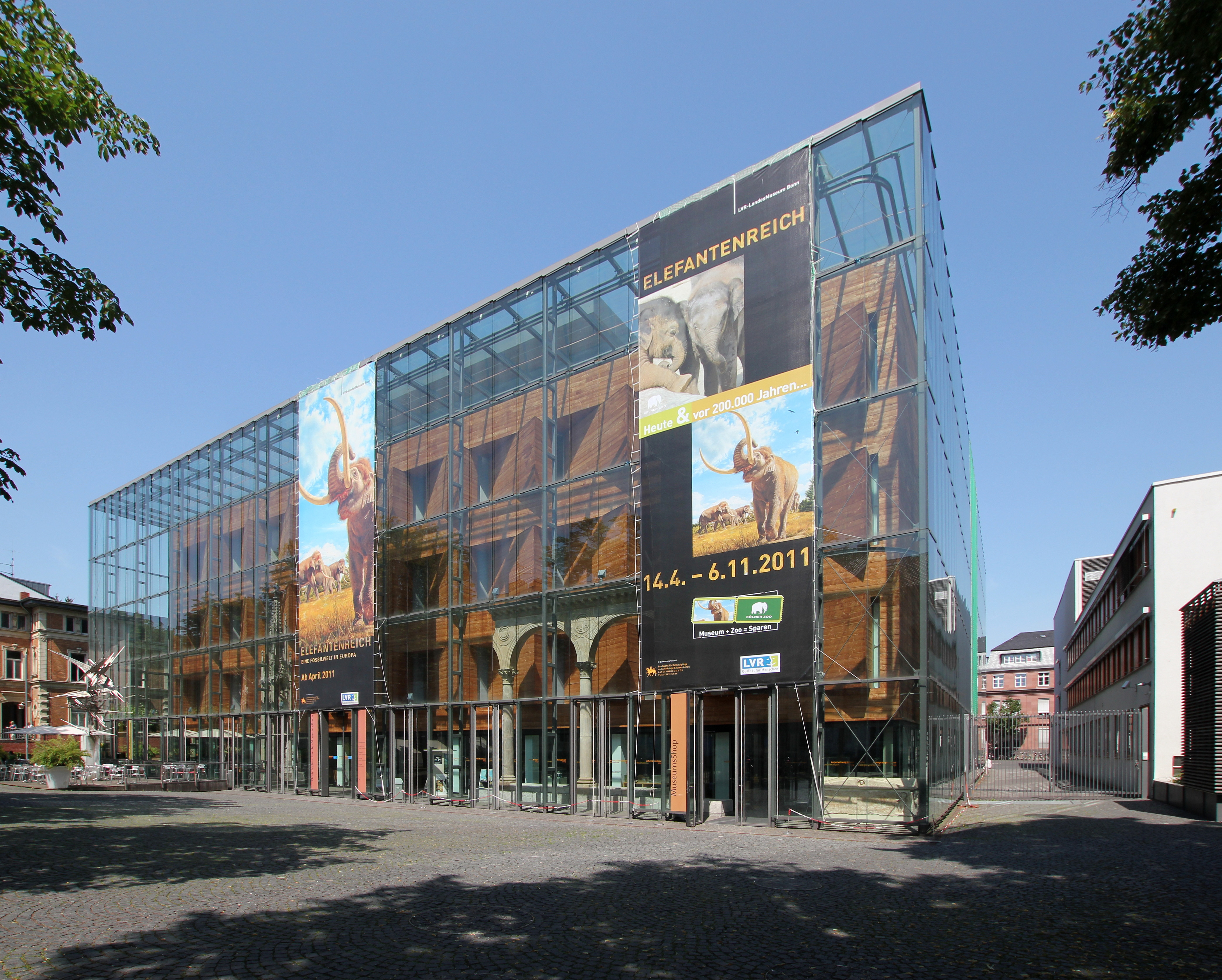
Frontansicht des Rheinischen Landesmuseums Bonn im Juni 2011

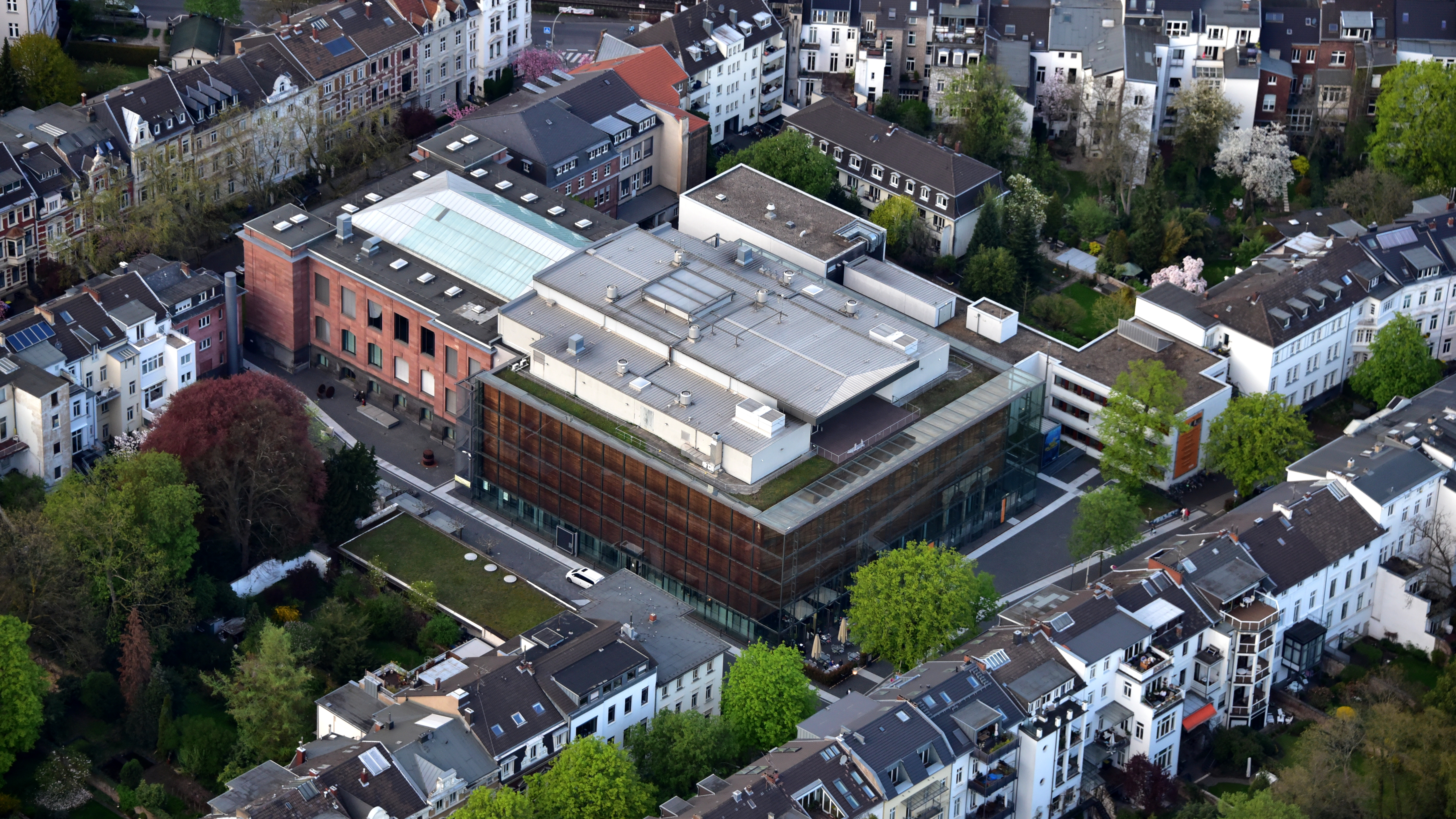
Luftaufnahme (2018)

## Geschichte
Am 4. Januar 1820 wurde der Vorläufer des Museums, das Museum Rheinisch-Westfälischer Altertümer, als „Antiquitäten-Museum“ durch Erlass des preußischen Staatskanzlers Karl August von Hardenberg gegründet. Der erste Leiter war der zu gleicher Zeit zum Direktor der Verwaltung für Alterthumskunde im Rheinlande und in Westfalen ernannte Wilhelm Dorow. Die Gründung des eigentlichen Provinzialmuseums fand 1874 unter anderem durch Ernst aus’m Weerth und Hermann Schaaffhausen statt.
1877 wurde als Schwestermuseum für den moselländischen Teil der Rheinlande, das Rheinische Landesmuseum Trier, gegründet. Der im Zweiten Weltkrieg zerstörte Gründungsbau wurde 1967 durch einen seinerzeit wegweisenden Neubau von Rainer Schell ersetzt.
Von 1997 bis 2003 wurden das Museum umgebaut und die Sammlungen neu aufgestellt. Im Jahr 2003 wurde das Museum nach umfangreicher Neukonzeption als Themenmuseum wiedereröffnet.
Mitte 2010 wurde der Steinzeitbereich neu gestaltet. Er ist unter anderem dem seit 1877 im Museum verwahrten Fossil Neandertal 1 gewidmet, dem Typusexemplar des Neandertalers.
Im Juni 2014 wurde die neue Dauerausstellung Kelten im Rheinland eröffnet. Sie präsentiert u. a. die einmaligen Funde aus dem Grab der Fürstin von Waldalgesheim, der Fürstin von Wallerfangen und des Fürsten von Weiskirchen, den Goldschatz von Hambach-Niederzier, ein Modell einer eburonischen Siedlung, das Wagengrab von Bell und die Pfalzfelder Säule.
Weitere Höhepunkte in der Dauerausstellung des Museums sind: die späteiszeitlichen Oberkasseler Menschen (12.000 v. Chr.), der jungsteinzeitliche Brunnen von Kückhoven (5089 v. Chr.), der 3500 Jahre alte Fritzdorfer Becher, das Kenotaph des in der Varusschlacht 9 n. Chr. gefallenen römischen Centurio Marcus Caelius (Caeliusstein), ein einmaliger, schiefer römischer Reiterhelm und ein römischer Silberbecher aus Xanten-Lüttingen mit einer Hochzeitsdarstellung, die fränkische Grabstele von Niederdollendorf, die sogenannten Gustorfer Chorschranken und die Pietà Röttgen aus dem 14. Jahrhundert.
Direktoren
- Ernst aus’m Weerth (1876–1883)
- Joseph Klein (1883–1899)
- Hans Lehner (1899–1930)
- Franz Oelmann (1930–1949)
- Eduard Neuffer (1949–1954)
- Franz Rademacher und Rafael von Uslar (1954–1956)
- Kurt Böhner (1956–1958)
- Harald von Petrikovits (1958–1973)
- Christoph B. Rüger (1973–1990)
- Hans M. Schmidt (kommissarische Leitung 1990/91)[1]
- Hartwig Lüdtke (1991–1995)
- Frank Günter Zehnder (1996–2004)
- Gabriele Uelsberg (2004–2020)
- Thorsten Valk (seit 2020)

## Museumsgebäude
Ein eigenes Gebäude entstand von 1889 bis 1892 an der Colmantstraße nach Plänen des Landesbaurats Clemens Guinbert, die Bauleitung hatte der Bonner Regierungsbaumeister Karl Thoma inne. Die Eröffnung des Neubaus erfolgte am 12. Juli 1893. 1907/08 wurde er durch den Regierungsbaumeister Heinrich Roettgen (1863–1932) um einen zweigeschossigen Dreiflügelbau zur Bachstraße hin erweitert und angrenzend ein Dienstgebäude des Landeskonservators (Bachstraße 9) errichtet. 1934/35 erfuhr die Oberlichthalle des Erweiterungsbaus eine Umgestaltung, zudem wurde bis 1937 ein baulich nicht angebundenes Angestelltenwohnhaus (Bachstraße 11) erbaut. Im Zweiten Weltkrieg wurde der „Gründungsbau“ an der Colmantstraße im alliierten Luftkrieg bei dem verheerendsten der Bombenangriffe auf Bonn am 18. Oktober 1944 zerstört, während der Erweiterungsbau an der Bachstraße wiederhergestellt werden konnte. Von 1963 bis 1967 entstand als Ersatz für das zerstörte Gebäude auf Grundlage eines Architektenwettbewerbs an der Colmantstraße ein viergeschossiger Neubau nach Entwurf und Planung von Rainer Schell in Wiesbaden, zugleich wurde der ältere Erweiterungsbau an der Bachstraße purifiziert und im Inneren dem Neubau angeglichen. Der heutige Altbau des Museums steht ebenso wie beiden angrenzenden Gebäude (Bachstraße 9–11) als Baudenkmal unter Denkmalschutz.
Die bauliche Erweiterung und der Umbau des Museums von 1997 bis 2003 erfolgten nach den Entwürfen der Architektengruppe Stuttgart um Architekt Knut Lohrer. Das Gebäude wurde an aktuelle museologische und ökologische Standards angepasst. Die zunächst für drei Jahre konzipierte Bauzeit hatte sich verdoppelt und die auf umgerechnet 45 Millionen Euro kalkulierten Kosten stiegen auf ca. 80 Millionen Euro. Ein weiterer Umbau von Foyer und Erdgeschoss sowie der Einbau eines zentralen Aufzugs sollen bis Anfang 2020 abgeschlossen sein.

## Dauerausstellung
Die Dauerausstellung des Museums ist nach folgenden Themen gruppiert: Geheimnissen auf der Spur, Von den Göttern zu Gott, Szene Rheinland, Vom Überleben zum schöner Leben, Macht und Mächte, Das Rheinland und die Welt und Von der Ur- zur Stadtlandschaft. Dabei werden – unabhängig vom chronologischen Zusammenhang – Meisterwerke der Kunst neben einfachen Gebrauchsgegenständen präsentiert und sakrale Werke in der Nachbarschaft von Alltagsgeräten. Das Museum ist zudem im Besitz einer Grafik- und Fotosammlung sowie eines Münzkabinetts. Im »Steinzeitbereich« wird neben dem Originalskelett des Neandertalers eine der besten vorgeschichtlichen Sammlungen Europas präsentiert. Die Zusammenstellung der Exponate zeigt die Evolution des Menschen von der Entwicklung des aufrechten Gangs über die Sesshaftwerdung bis zu den Kelten auf dem Sprung zur Hochkultur.

## Ausstellungsstücke

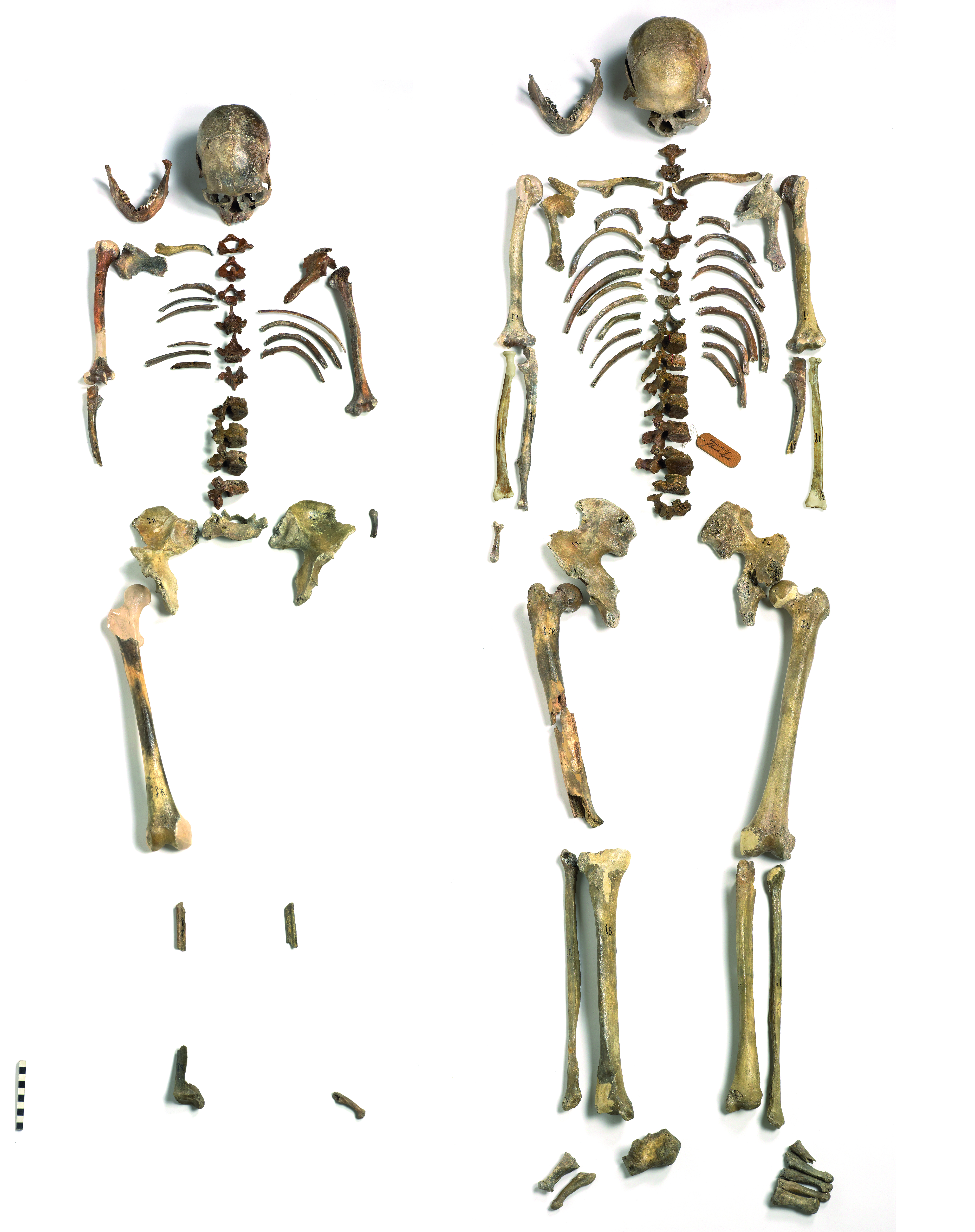
Sog. Paar von Oberkassel
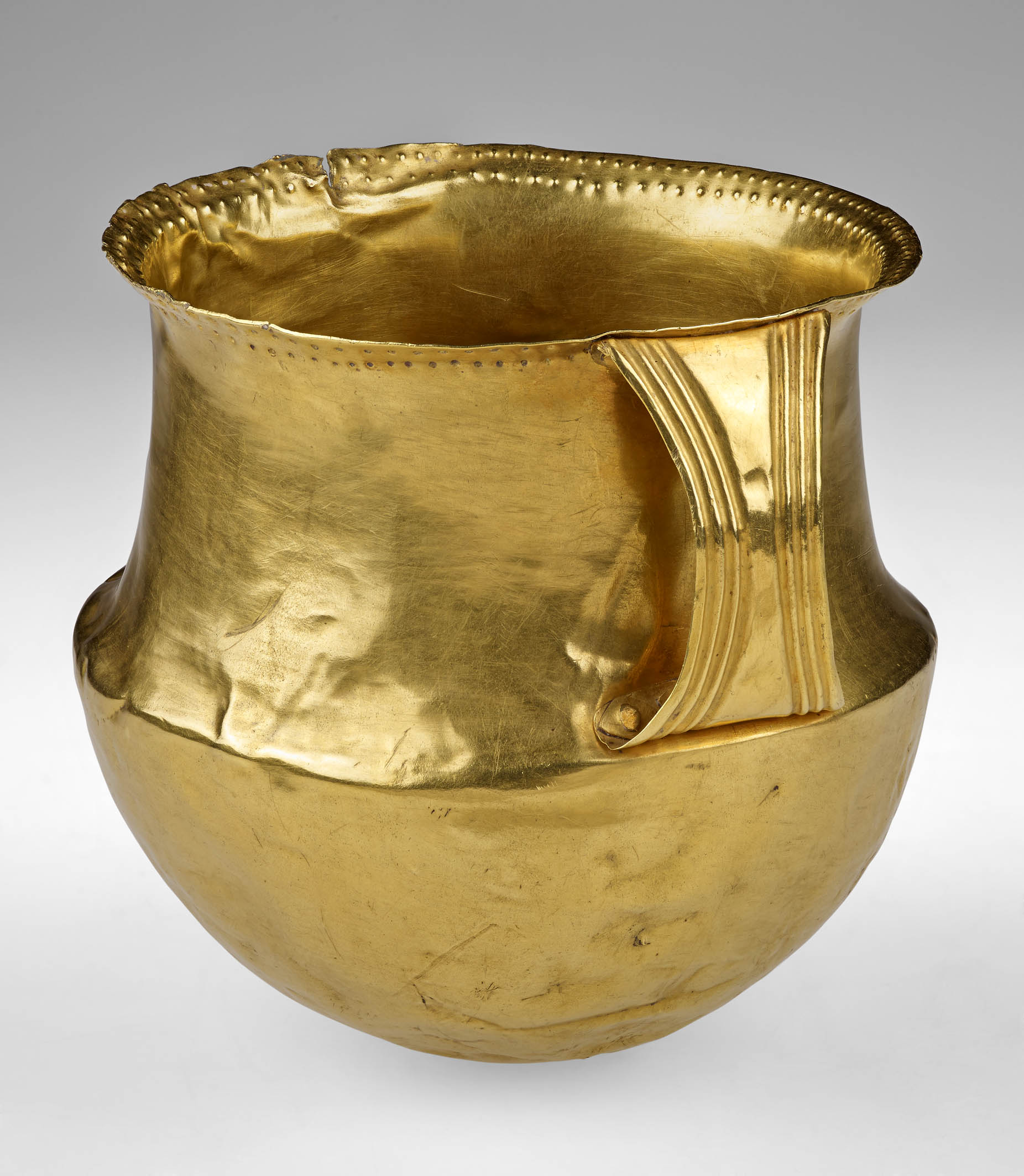
Sogenannter Fritzdorfer Becher. Ein goldener Henkelbecher aus der Bronzezeit.
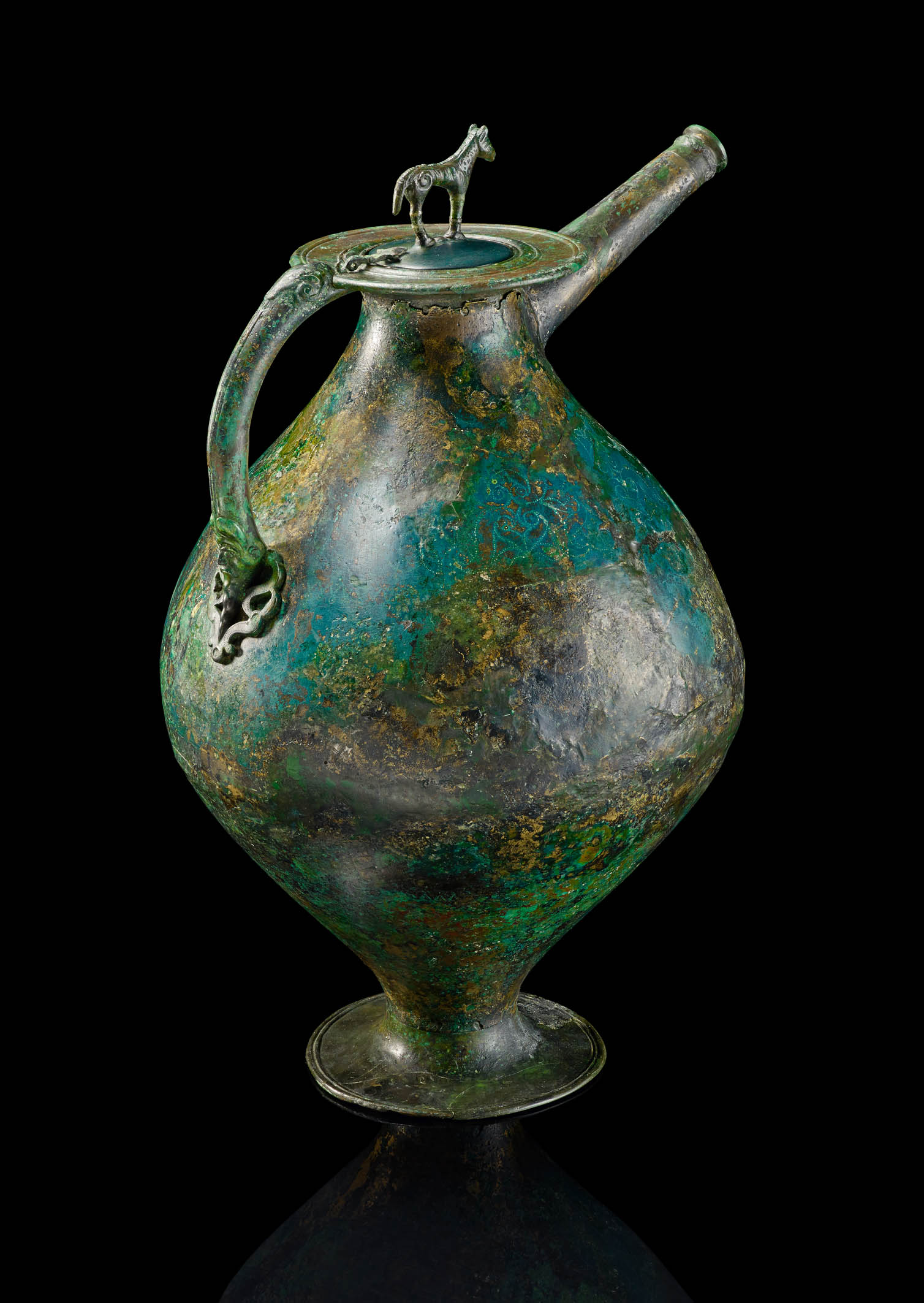
Keltische Röhrenkanne aus Waldalgesheim
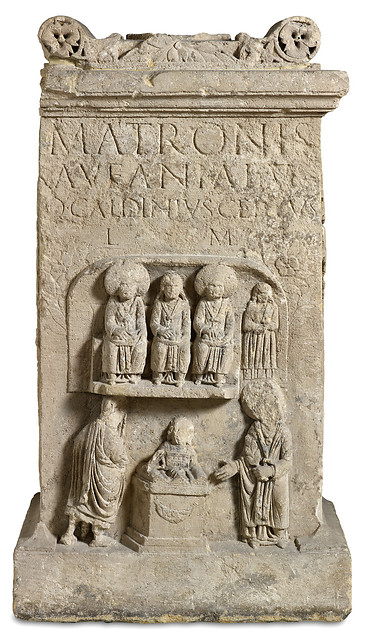
Altar des Matronenkults
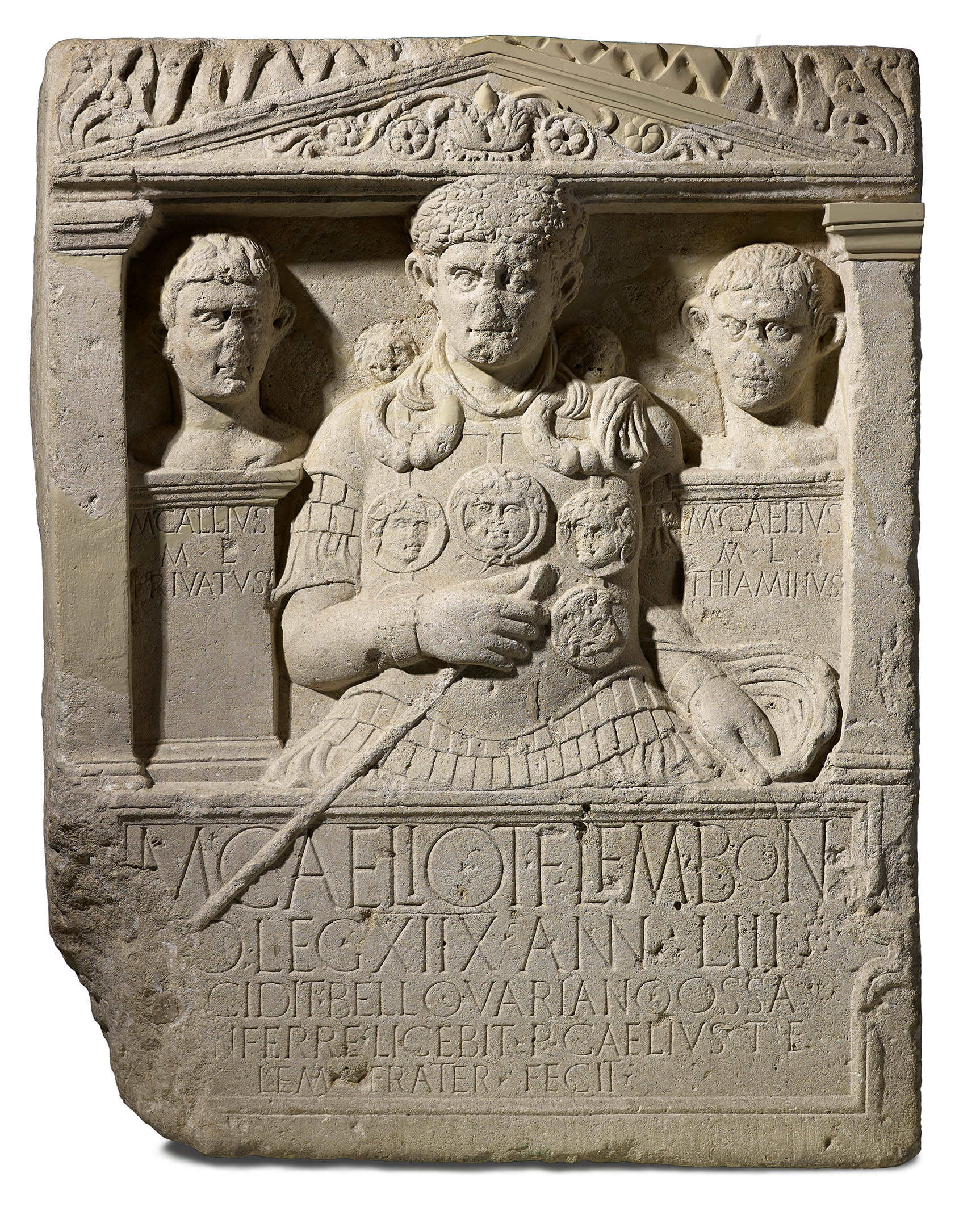
Sogenannter Caeliusstein. Der Grabstein des Zenturio Marcus Caelius.
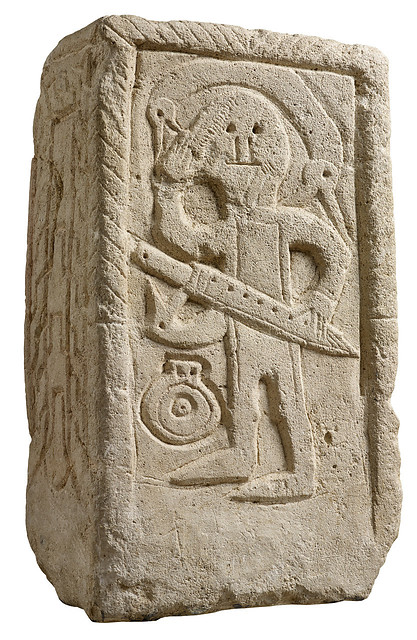
Grabstele von Niederdollendorf, 7. Jahrhundert.
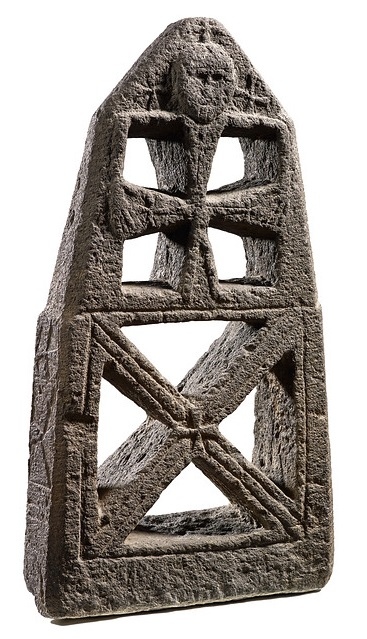
Stele von Moselkern aus dem 7./8. Jahrhundert.
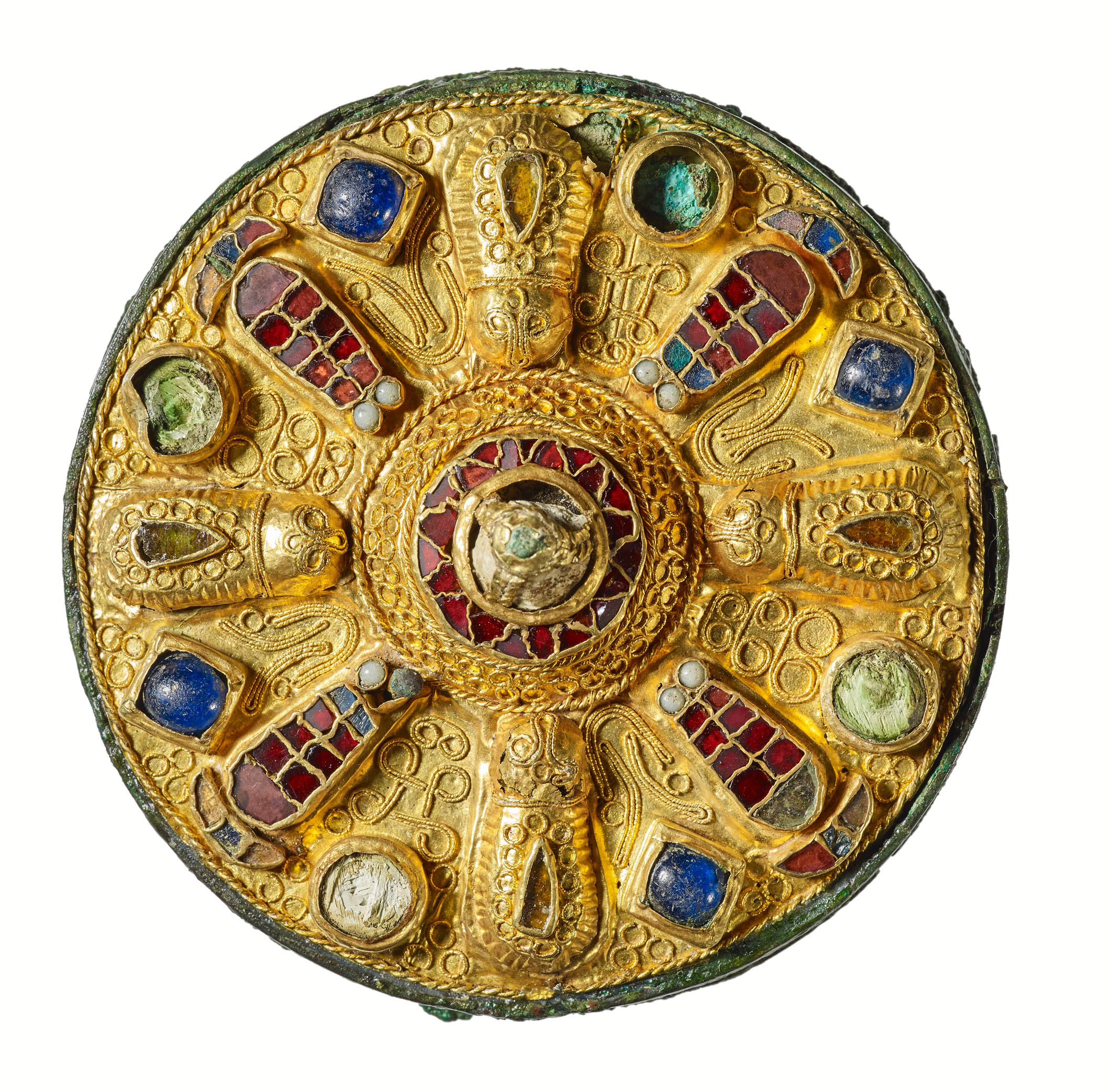
Goldscheibenfibel aus dem frühen Mittelalter.
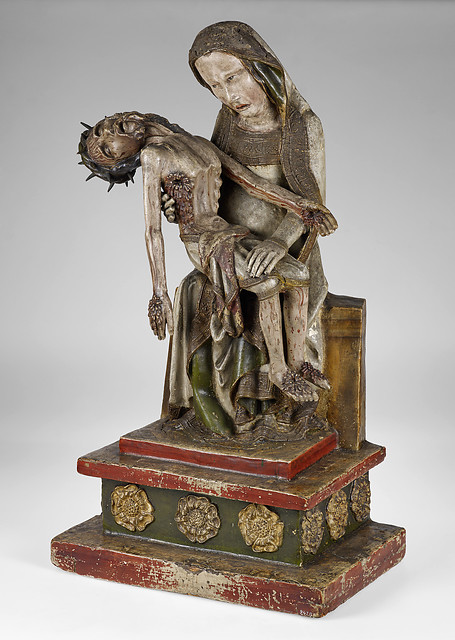
Sogenannte Pietà Roettgen aus dem 14. Jahrhundert.

## Fördervereine

### Verein von Altertumsfreunden im Rheinlande
Der Verein von Altertumsfreunden im Rheinlande (Abkürzung: AV) gründete sich 1841 in Bonn mit dem Vorsatz, am Altertum Interessierte zusammenzubringen und somit Wissen zu bündeln. Der Verein organisiert Publikationen, Vorträge und Exkursionen. Zudem unterstützt er die Bibliothek des LVR-LandesMuseums durch finanzielle Mittel bei Ankäufen.
Seit 1842 ist der AV Herausgeber der Bonner Jahrbücher, einer Publikationsreihe, die sich insbesondere der archäologischen Forschung im Rheinland widmet. Mittlerweile werden die Bonner Jahrbücher nicht mehr nur allein von dem Verein publiziert, sondern in Kooperation mit dem LVR-LandesMuseum Bonn und dem LVR-Amt für Bodendenkmalpflege im Rheinland.

### Wilhelm-Dorow Gesellschaft
Die „Freunde und Förderer des Rheinischen LandesMuseums Bonn – Wilhelm-Dorow-Gesellschaft e. V.“ wurde 1984 gegründet. Die Gesellschaft fördert die museale Arbeit des LVR-LandesMuseums Bonn durch finanzielle Mittel für Ankäufe und für museumspädagogische Angebote. Zudem organisiert sie Sonderveranstaltungen, Führungen und Exkursionen. Benannt ist sie nach Wilhelm Dorow, der entscheidend an der Gründung des Museums beteiligt war.

### Förderkreis Jugend im Museum
Der Förderkreis Jugend im Museum e. V. wurde 1971 als erstes außerschulisches Bildungsangebot im musealen Kontext in Deutschland gegründet. Der Förderkreis realisiert museumspädagogische Angebote für Kinder und Jugendliche im LVR-LandesMuseum. Zentral sind dabei die Workshops, die der Verein während der Schulferien anbietet. In diesen setzen sich die Teilnehmenden handwerklich-kreativ mit der Sammlung und den aktuellen Sonderausstellungen des LVR-LandesMuseums auseinander.

### Gesellschaft Photo Archiv
Die Gesellschaft Photo Archiv e. V. wurde von Klaus Honnef im Jahr 1975 ins Leben gerufen und fungiert seit 1989 in der bestehenden gemeinnützigen Form. Zentrales Anliegen der Gesellschaft Photo Archiv ist die Förderung der wissenschaftlichen Auseinandersetzung mit dem Medium Fotografie. Der Verein unterstützt und fördert die Belange der Fotografischen Sammlung des LVR-LandesMuseums sowie die Forschung zu fotografischen Themen und den wissenschaftlichen Diskurs.